# Shamlugh
Shamlugh ou Shamlug (en arménien Շամլուղ) est une ville du marz de Lorri, en Arménie. Elle compte 821 habitants en 2008.

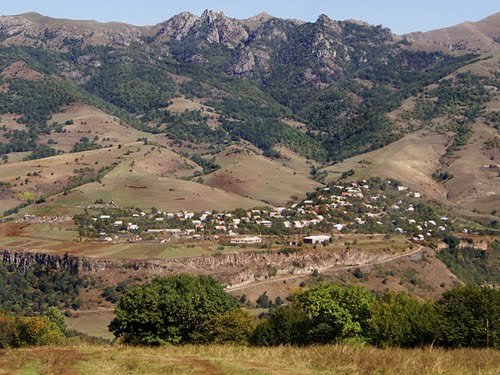
Shamlugh en Armenie